# NGC 1451
NGC 1451 è una galassia lenticolare (o ellittica) situata nella costellazione dell'Eridano, a una distanza di circa 182 milioni di anni luce dalla nostra Via Lattea.

## Scoperta
La galassia è stata scoperta il 9 ottobre 1864 dall'astronomo tedesco Heinrich d'Arrest.

## Gruppo di NGC 1417
NGC 1451 fa parte del Gruppo di NGC 1417 che comprende almeno 14 galassie, tra cui NGC 1358, NGC 1376, NGC 1417, NGC 1418, NGC 1441, NGC 1449, NGC 1451 e NGC 1453.